# Stephanuskapelle (Rösrath)

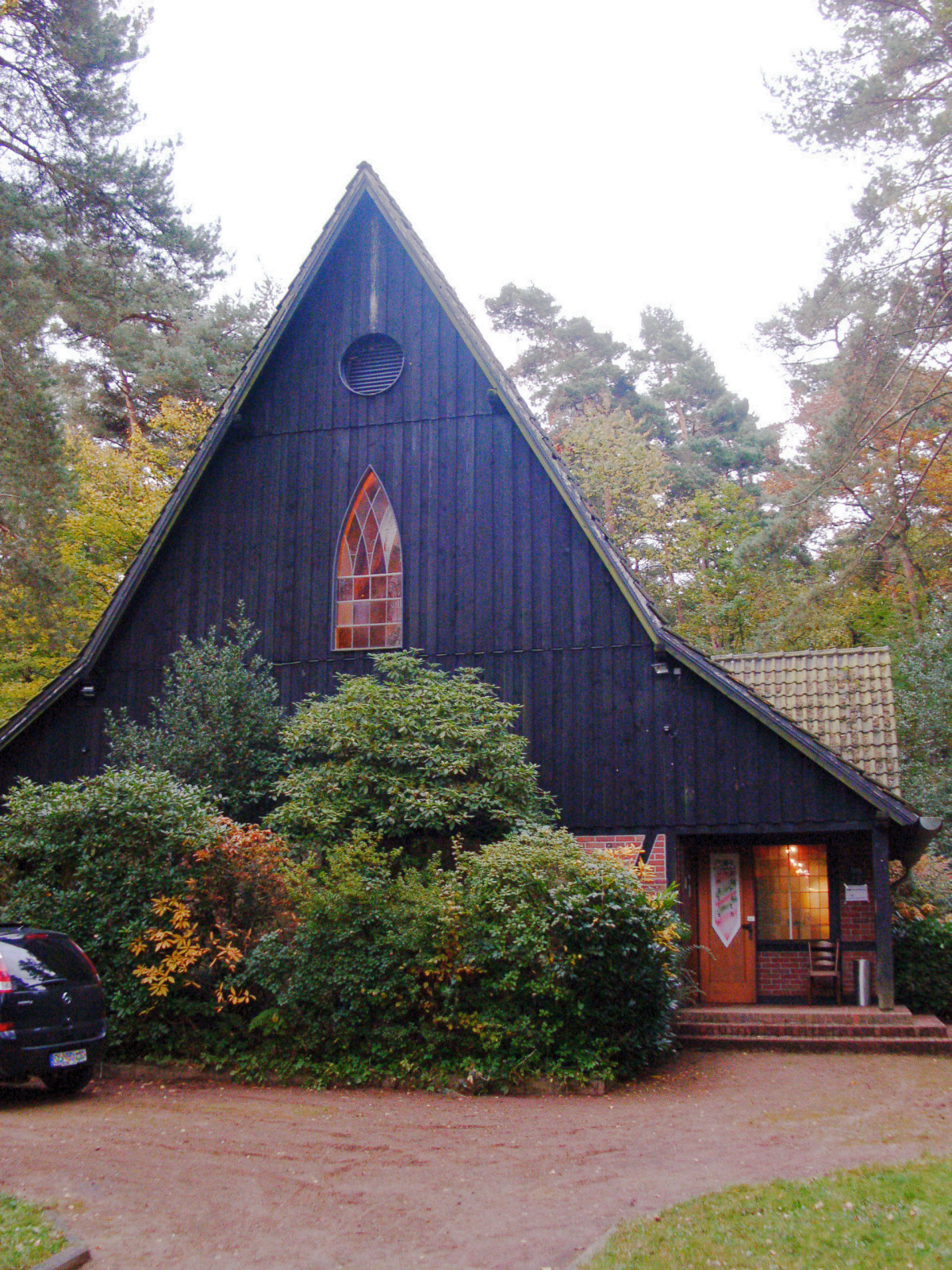
Stephanuskapelle im Kinder- und Jugenddorf Stephansheide

Die Stephanuskapelle findet sich im Kinder- und Jugenddorf Stephansheide in Rösrath im Rheinisch-Bergischen Kreis.

## Vorgeschichte
1940 wurde am Rande der Wahner Heide das Kriegsgefangenenlager „Hoffnungsthal“ errichtet, in dem zunächst französische und dann polnische, zuletzt auch russische Gefangene untergebracht wurden. Ein in der Nähe liegender Kriegsgräberfriedhof erinnert noch an diese Zeit. Mit dem Einmarsch der Amerikaner am 13. April 1945 wurde das Lager aufgelöst.

## Kinder- und Jugenddorf
Auf dem ehemaligen Lagergelände entstand zwischen 1951 und 1954 das Kinder- und Jugenddorf Stephansheide der Diakonie Michaelshoven. Nach dem Entwurf des Architekten Hans Wildermann wurde für das Dorf auch eine Notkirche errichtet, die Stephanuskapelle. Die schlichte Saalkirche ist ein Fachwerkbau, ausgemauert mit Ziegelsteinen. Der Bau wird geprägt von einem tief heruntergezogenen Satteldach. Die am Rande des Dorfes gelegene Kapelle wird auch als Raum für Kunstausstellungen genutzt.

## Dokumentation zum Kriegsgefangenenlager „Hoffnungsthal“
In der Sakristei der Kirche ist provisorisch eine Dokumentation zum ehemaligen Kriegsgefangenenlager untergebracht. Neben einem Modell des ehemaligen Lagers findet sich eine ganze Reihe von Bilddokumenten aus jener Zeit.